# 1054

## Esdeveniments
- S'esdevé el Cisma d'Orient.
- Guillem I (1028- ?) cedeix el comtat d'Osona al seu germanastre Ramon Berenguer I, que seria comte de Barcelona, de Girona i d'Osona
- Les cròniques russes assenyalen per primer cop els cumans a Europa, al nord de la mar Negra
- Armènia - Ibrahim Inal, cap seljúcida, fa una incursió al regne de Kars que provoca milers de víctimes
- Fundació del principat de Smolensk
- Els almoràvits conquereixen Awdaghost
- Primer esment escrit del pobles de Cardet i Cóll, en una relació de pobles del terme de Castilló de Tor
- L'església de Sant Martí de Víllec apareix per primer cop en un document
- 25 de març - Document de Ramon Berenguer I que per primer cop testimonia la Guàrdia dels Prats com a nucli habitat permanent
- 4 de juliol - Es fa visible la supernova SN 1054, que es mantindrà visible al cel de dia durant 23 dies. Les seves restres formen la nebulosa del Cranc (NGC 1952).[1]
- 1 de setembre - Batalla d'Atapuerca entre Ferran I de Lleó i Garcia Sanxes III de Pamplona

## Naixements
- Princesa Emma de França, filla del rei Enric I de França i Anna de Kíev
- Robert II de Normandia, duc de Normandia des de l'any 1087 fins al 1106, pretendent al tron d'Anglaterra

## Necrològiques

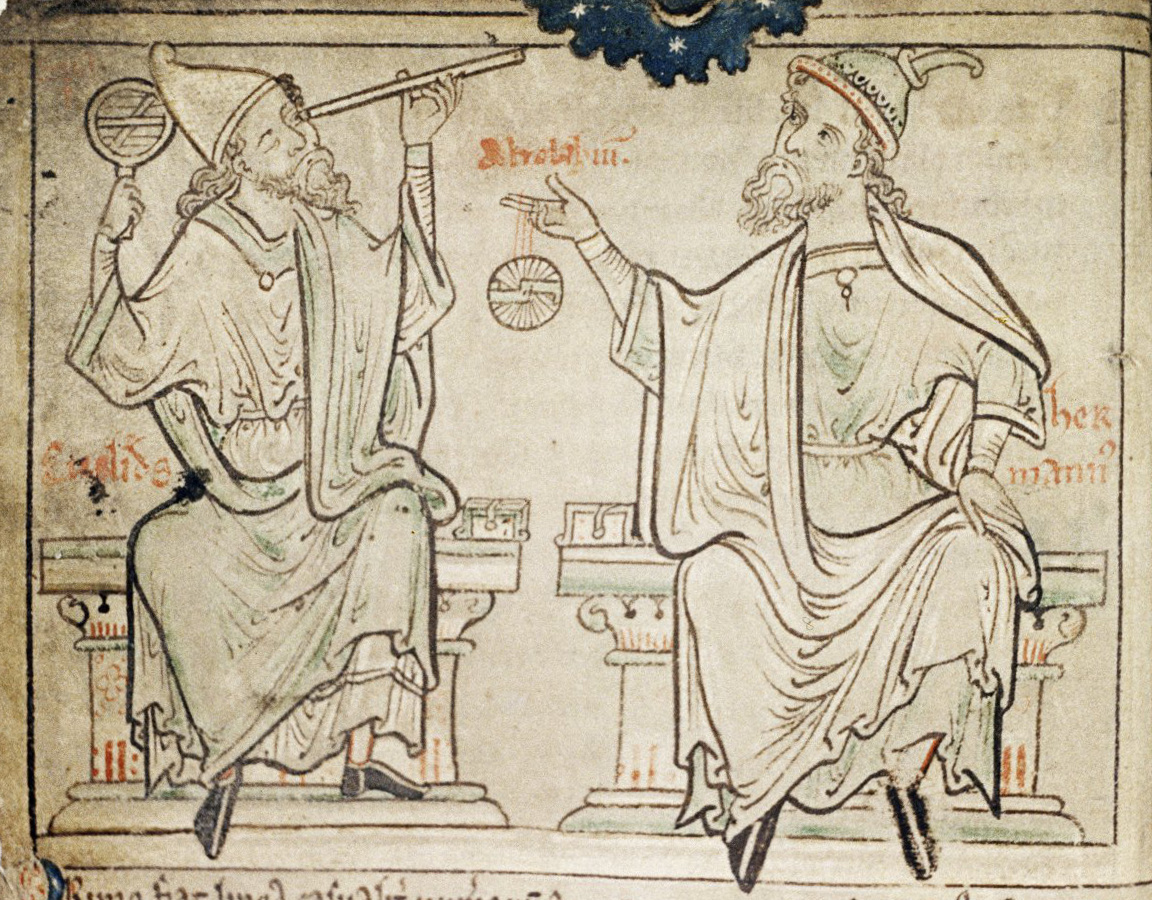
Hermann de Reichenau

- Al-Qàïd ibn Hammad, emir hammadita (Banu Hammad) del 1029 al 1054; el succeí (breument, 1054-1055) el seu fill Al-Múhsin ibn al-Qàïd
- Atiśa Dīpaṃkara Śrījñāna (983-1054), cèlebre erudit hindú budista, mestre de meditació durant la dinastia Pala
- Ermessenda de Bigorra (?-1054), casada el 1036 amb Ramir I d'Aragó
- Guifré de Besalú, fill de Bernat Tallaferro i bisbe de Besalú i de Carcassona
- Hermann de Reichenau (1013–1054), un dels primers acadèmics cristians en estimar la circumferència de la Terra seguint el mètode d'Eratòstenes
- Lý Thái Tông (1000-1054), emperador de la dinastia vietnamita Lý; el succeí el seu fill Lý Thánh Tông
- 20 de febrer - Iaroslau I de Kíev, Gran Príncep de Kíev i de Nóvgorod; el succeí Iziaslav I
- 19 d'abril - Lleó IX, Papa venerat com a sant (n. 1002)[2].el succeí Víctor II
- 15 de setembre - Garcia IV Sanxes III de Navarra el de Nájera (d 1020 - Atapuerca 1054), rei de Navarra (1035-1054), a qui succeí Sanç IV